# Bromus tyttholepis
Bromus tyttholepis là một loài thực vật có hoa trong họ Hòa thảo. Loài này được (Nevski) Nevski mô tả khoa học đầu tiên năm 1934.